# Эмдин, Лев Абрамович
Лев Абрамович Эмдин (при рождении Лейвик Абрамович; 1 октября 1895, Гомель, Могилёвская губерния — 23 июля 1950, Ленинград) — советский врач-фтизиатр и учёный-медик, организатор здравоохранения, доктор медицинских наук, профессор. Полковник медицинской службы.

## Биография
Родился 18 сентября (по старому стилю) 1895 года в Гомеле, в семье Абрама Нохимовича Эмдина (1860—1950), уроженца Могилёва, и Песи Лейвиковны Эмдиной.
Окончил Харьковский медицинский институт в 1922 году.
В 1922—1950 гг. — фтизиатр, специализировался по фтизиатрии в Петроградском туберкулёзном институте, заведующий областным туберкулёзным диспансером в Ленинграде (1924—1930), заведующий терапевтическим отделением Ленинградского НИИ туберкулёза (1930—1938) и одновременно главврач медсанчасти завода «Большевик», заведующий Ленгорздравотделом (1938—1941), доцент кафедры факультетской терапии Военно-морской медицинской академии, впоследствии профессор, начальник курса туберкулёза там же, одновременно директор НИИ туберкулёза (1945—1949).
В связи с т. н. «ленинградским делом» уволен с военно-медицинской службы, снят с поста директор института (1949).
Избирался депутатом Верховного Совета РСФСР 1-го созыва (1938—1947).
Умер 23 июля 1950 года от острого инфаркта миокарда.
Награждён орденом Трудового Красного Знамени (17.04.1940, «за успешную работу и проявленную инициативу по укреплений обороноспособности нашей страны»).

## Семья
- Жена — Гинда Осиповна Урович (?—1979), врач-фтизиатр[2].
- Братья — Ной Абрамович Эмдин (1901—1961), начальник ОКСа треста «Ленлес» (его жена — библиограф и библиотековед Иейхевед Боруховна (Ева Борисовна) Ардашникова, 1911—1999); Яков Абрамович Эмдин, присяжный поверенный.

## Книги
- Охрана здоровья трудящихся Ленинграда. — Л., 1939.
- Вопросы аллергии и иммунитета при туберкулёзе. — Л., 1948.